# 社会智力
社会智力，根据爱德华·桑代克的最初定义是一种理解并且管理男人女人，老人小孩一种正确处理人际关系的能力.相当于哈沃德·加德纳多元智能理论中的人际智力并且和情绪商数紧密联系。有些学者将其限制在对社会形势的特定认知，或称为社会认知